# Esoteriko Archipelagos Ioniou (Meganisi, Arkoudi, Atokos, Vromonas)
Esoteriko Archipelagos Ioniou (Meganisi, Arkoudi, Atokos, Vromonas) este o arie protejată (arie specială de conservare — SAC, sit de importanță comunitară — SCI) din Grecia întinsă pe o suprafață de 88.246,78 ha, integral pe uscat.

## Localizare
Centrul sitului Esoteriko Archipelagos Ioniou (Meganisi, Arkoudi, Atokos, Vromonas) este situat la coordonatele 38°32′53″N 20°46′20″E / 38.547953°N 20.772094°E.

## Înființare
Situl Esoteriko Archipelagos Ioniou (Meganisi, Arkoudi, Atokos, Vromonas) a fost declarat sit de importanță comunitară în august 1996 pentru a proteja 6 specii de animale. Situl a fost protejat și ca arie specială de conservare în martie 2011.

## Biodiversitate
Situată în ecoregiunile marină mediteraneană și mediteraneană, aria protejată conține 11 habitate naturale: Straturi cu Posidonia (Posidonion oceanicae), Lagune de coastă, Recifuri, Faleze cu vegetație de Limonium spp. endemic de pe coastele mediteraneene, Pășuni mediteraneene udate de apa mării (Juncetalia maritimi), Dune de coastă cu Juniperus spp., Sarcopoterium spinosum phryganas, Peșteri marine scufundate complet sau parțial, Păduri de Cupressus (Acero-Cupression), Păduri de Olea și Ceratonia, Păduri de pin mediteraneene cu pini mezogeni endemici.
La baza desemnării sitului se află mai multe specii protejate:
- mamifere (2): vidră de râu (Lutra lutra), delfin mare (Tursiops truncatus)
- reptile (4): Chelonia mydas, șarpele cu patru dungi (Elaphe quatuorlineata), țestoasă bănățeană (Testudo hermanni), Testudo marginata

Pe lângă speciile protejate, pe teritoriul sitului au mai fost identificate 7 specii de plante, 1 specie de mamifere, 5 specii de nevertebrate, 8 specii de reptile.